# 大和市コミュニティバス
大和市コミュニティバス（やまとしコミュニティバス）は、神奈川県大和市で運行しているコミュニティバス。愛称は「のろっと」「やまとんGO（ごう）」の2種類が存在し、いずれも神奈中タクシーが受託運行する。

## 沿革

### 運行開始の経緯
大和市内のうち、東北部、南西部については公共交通が多くなく、高齢者等の交通手段を確保することが求められていた。これをうけて2000年度から大和市はアンケート調査やコミュニティバスの運行に向けた各種検討会を専門家等を交えて行ってきた。また、これと同時にバス事業の規制緩和も進められ、バス路線の参入撤退が比較的自由に行えることとなった。これら成果と外的要因を踏まえた上で、2002年から北部ルートと南部ルートの2ルートで実験運行を開始することとなった。
当初一日あたり250人を見込んでいたが、それを上回る542人の利用があり、これを受け実験運行終了後本格運行へ移行することとなった。その際には、一部路線のルートの変更などが行われた。その後も着実に利用客数を伸ばし、2006年度には847人となっている。
なお、2006年度では、運行費用は約7000万円となっており、運賃収入等が3000万円程度であり、大和市の負担は約4000万円となっている。
利用者数の推移
- 2002年度：542人
- 2003年度：699人
- 2004年度：792人
- 2005年度：836人
- 2006年度：847人

### 運行地域拡大
市ではコミュニティバスを2ルート運行するも、依然として交通の利便性が悪い地域が存在していたため、コミュニティバスの路線を新設することとなった。交通の利便性向上を促進すべき地域として、中央林間西側地域、相模大塚地域、深見地域、桜ヶ丘地域の4つの地域が選ばれ、2013年10月より順次実験運行が行われた。実験運行は各地域で6ヶ月間行われ、半年の準備期間を経たのち、2014年度より本格運行を開始した。

### 年表
- 2000年 - 公共交通施策調査を開始。
- 2001年 - コミュニティバスの運行に向けた検討準備会、検討会議を設置。
- 2002年10月1日 - 実験運行開始。
- 2003年 - 愛称を「のろっと」に決定。
- 2004年4月1日 - 「のろっと」北部ルート、南部ルートの本格運行を開始（神奈川中央交通が運行）
- 2006年 - 南部ルートが高座渋谷駅西口乗り入れ開始。
- 2008年 - 南部ルートの運行時間帯を拡大。
- 2010年12月21日 - 北部ルートが南林間駅東口、南部ルートがゆとりの森に乗り入れ開始[1]。
- 2013年10月1日 - 新しいコミュニティバスの実験運行を開始。
- 2014年10月22日 - 新しいコミュニティバスの愛称を「やまとんGO」に決定。
- 2014年10月30日 - 「やまとんGO」中央林間西側地域、相模大塚地域の本格運行を開始（中央林間西側地域は海老名相中が、相模大塚地域は神奈川中央交通が運行）
- 2015年1月29日 - 「やまとんGO」深見地域、桜ヶ丘地域の本格運行を開始。南部ルートバス停新設、ダイヤ改正[2]（海老名相中が運行）
- 2015年10月1日 - 「のろっと」北部ルートを「A・B系統」の2ルートに再編[3]。
- 2019年10月1日 - 「やまとんGO」を神奈中タクシーに全面移管。
- 2023年10月1日 - 「のろっと」を神奈中タクシーに全面移管。

## のろっと

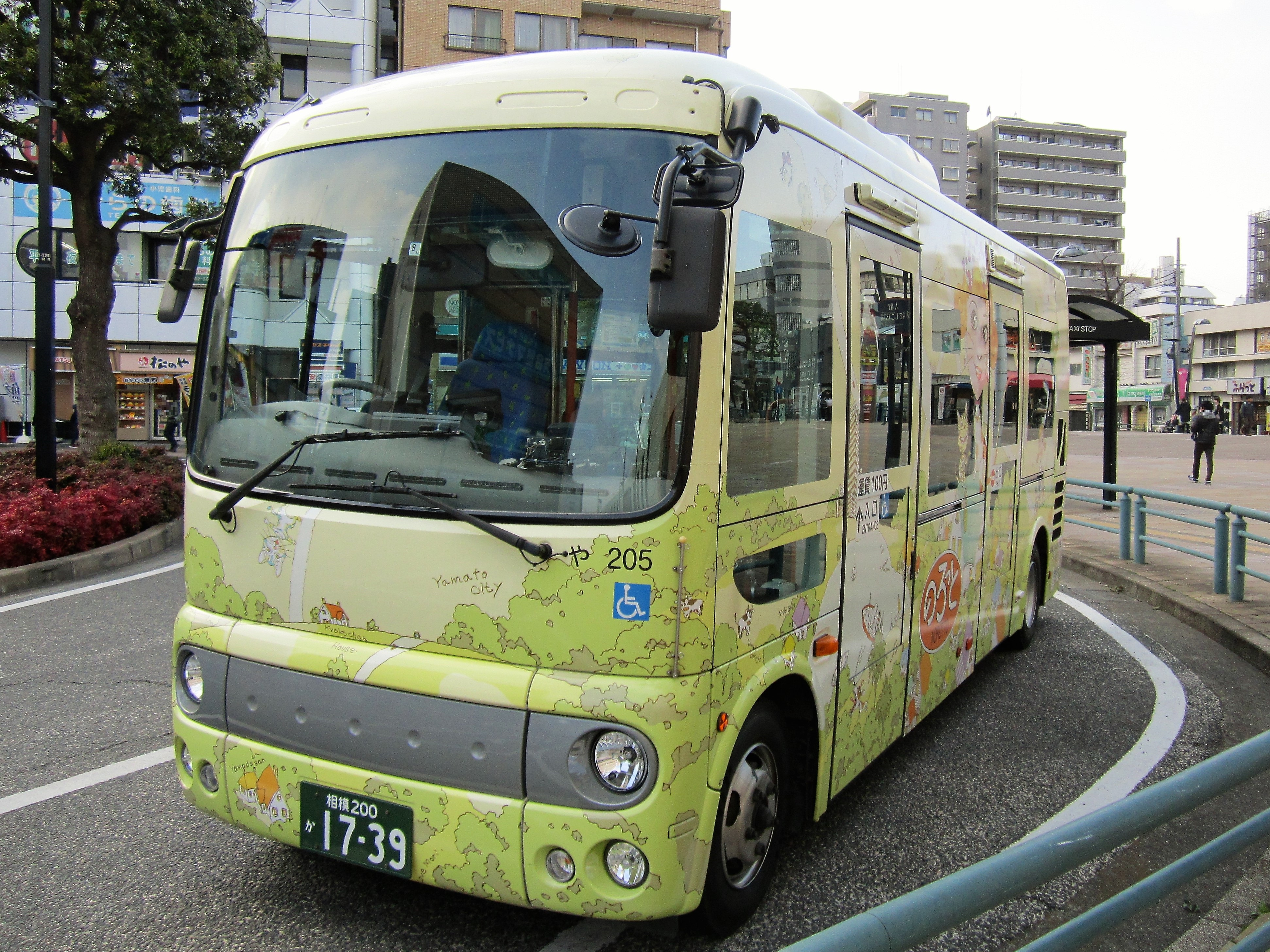
のろっと（日野・ポンチョ）

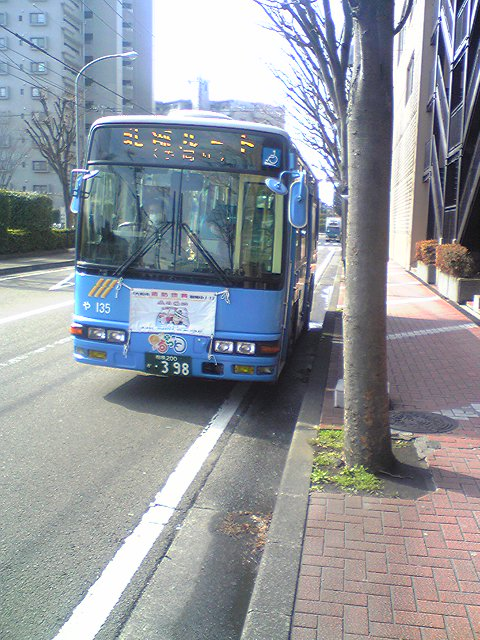
のろっと旧車両（三菱ふそう・エアロミディME）

2004年に本格運行を開始した。北部ルートと南部ルートがある。車両は小型ノンステップバスで、運賃は100円である。
愛称は2003年度に市役所やインターネット上で公募し、決定した。名付けの由来は『乗ってみたいな。乗ってもいいのかな。でも、私のまちのコミュニティバスだから…よし、乗ろっと！』という気持ちが込められているという。

### 路線

#### 北部ルート
- A系統: 中央林間駅 - つきみ野駅 - 南林間駅東口 - 市役所
- B系統: 中央林間駅 - 下鶴間 - 市役所

2004年4月より本格運行開始。2系統が存在する。中央林間駅を起点として市役所まで運行後、系統を変更し、中央林間駅まで運行する。市役所では乗車したまま乗り越すことが可能で、追加運賃は不要である。7時台から18時台まで運行している。

#### 南部ルート
- 大和駅 → 桜ヶ丘駅西口 → 高座渋谷駅西口 → ゆとりの森 → 高座渋谷駅西口 → 桜ヶ丘駅西口 → 大和駅

2004年4月より本格運行開始。大和駅を起点とした循環ルートである。8時台から18時台まで約60分間隔で運行している。

### 運賃
- 小学生以上 100円
- 回数券（11枚綴り1000円）
- PASMO、Suicaなど交通系ICカードは使用可能だが、神奈川中央交通一日フリー乗車券、やまとんGO回数券は使用不可。

### 車両
小型ノンステップバス（三菱ふそう・エアロミディME）が導入されていたが、2015年度に日野・ポンチョに代替済（当時の神奈川中央交通が導入）。2012年8月31日より、車内アナウンスは市内の幼稚園児・保育園児の声が収録されたものが放送されている。また、旧型の一部は、海老名駅と寒川駅を結ぶ「海73」系統に使用されている。
2014年度に車両老朽化による車両更新が行われ、南部ルートに日野・ポンチョが導入された。北部ルートも同じく日野・ポンチョが導入された。デザインは雑誌「ぴあ」の表紙を描くイラストレーターの及川正通によるもので、空想の世界「ドリームマップ
（YAMATO）」を描いたものである。

## やまとんGO

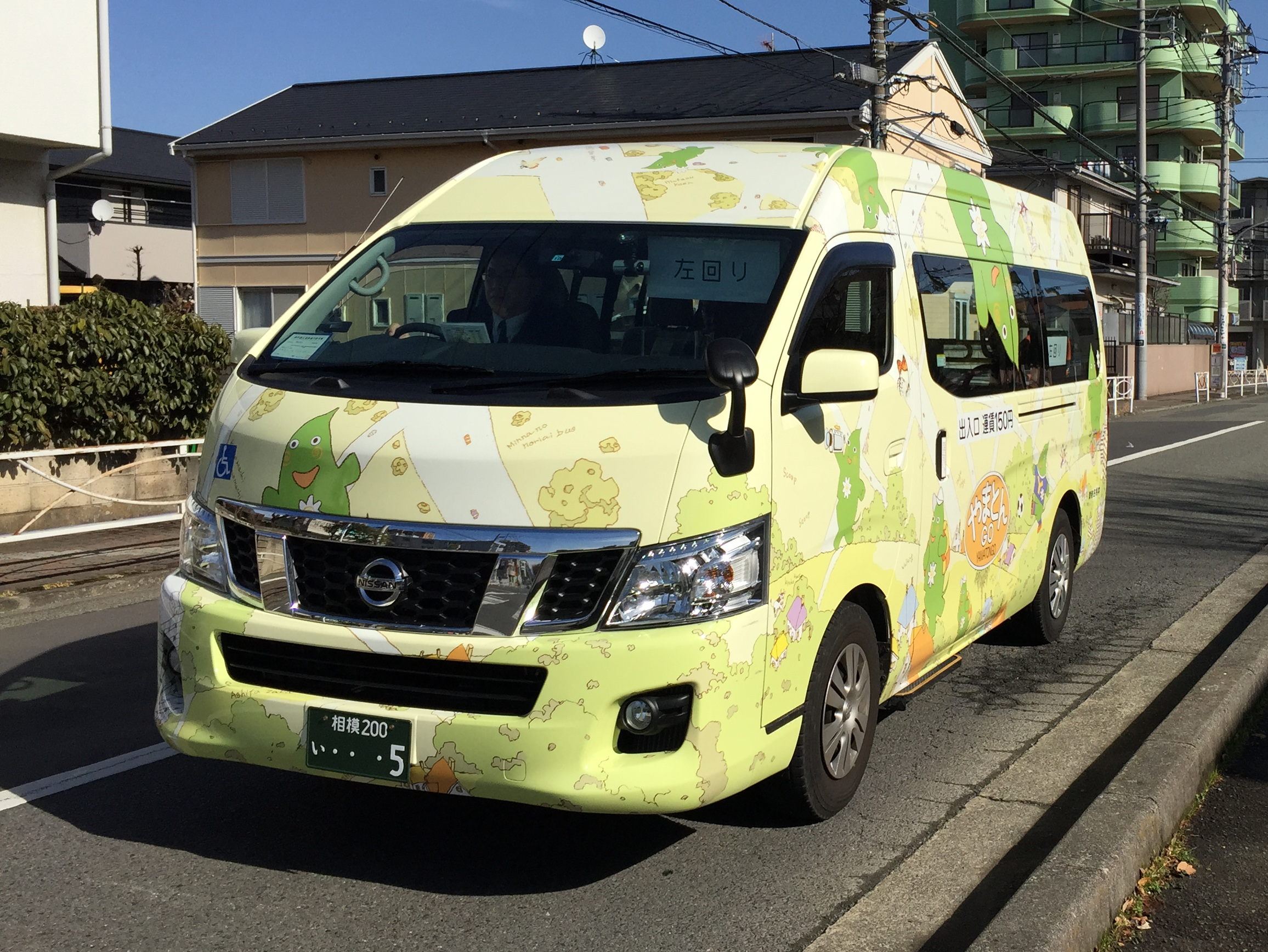
やまとんGO（日産・NV350キャラバン）

2014年度に本格運行を開始した。中央林間西側地域、相模大塚地域、深見地域、桜ヶ丘地域のルートがある。のろっとと比較して路線長が短く、より狭い住宅地の道路を通るルートとなっており、車両にワゴン車を使用している。運賃は150円で、のろっとの100円よりも高くなっている。一方で運行間隔は30分（のろっとは55～90分）とし、利便性が向上している。
愛称は2014年に公募により選ばれた。大和市イベントキャラクター「ヤマトン」の名前が由来である。

### 路線

#### 中央林間西側地域
- 右回り: 中央林間駅東口 → りんかんモール → 南林間駅東口 → オイレス工業前 → 中央林間駅東口
- 左回り: 中央林間駅東口 → 南林間中学校 → 南林間駅東口 → りんかんモール → 中央林間駅東口

2014年10月30日より本格運行開始。中央林間駅を起点とした循環ルートであり、右回りと左回りがある。

#### 相模大塚地域
- 相模大塚駅 - 泉の森 - 東名大和バス停 - 市役所 - 南林間駅東口

2014年10月30日より本格運行開始。相模大塚駅と南林間駅東口を結ぶ往復ルートである。

#### 深見地域
- 大和駅 - 大和東高校 - 一ノ関 - 市役所

2015年1月29日より本格運行開始。大和駅と大和市役所を結ぶ往復ルートである。

#### 桜ヶ丘地域
- 右回り: 桜ヶ丘駅東口 → 上和田中学校 → 大和南高校 → 高座渋谷駅東口 → 桜ヶ丘駅東口
- 左回り: 桜ヶ丘駅東口 → 高座渋谷駅東口 → 大和南高校 → 上和田中学校 → 桜ヶ丘駅東口

2015年1月29日より本格運行開始。桜ヶ丘駅を起点とした循環ルートであり、右回りと左回りがある。

### 運賃
- 小学生以上 150円
- 回数券（11枚綴り1500円）
- PASMO、Suica、神奈川中央交通一日フリー乗車券、のろっと回数券は使用不可。

#### 乗継制度
「南林間駅東口」バス停と「市役所」バス停で他地域の路線に無料で乗り継ぎができる（やまとんGOのみ）。乗継をするには降車時に乗務員から乗継券を受け取る。

### 車両
日産・NV350キャラバン コミュニティバス仕様車とトヨタ・ハイエース コミューター（バス改造車）で運行。降車ボタンや車内外放送装置を備えるほか、ハイエース（当時の神奈川中央交通が導入）には車外照射灯や乗降中表示灯も備える。乗客定員は通常車両が12人、車いす対応車両が6人（車いす非乗車時は10人）である。
デザインはのろっとと同じくイラストレーターの及川正通氏によるもので、「森の町」「夢の町」をイメージしたものとなっている。大和市イベントキャラクター「ヤマトン」が描かれている。

## その他の移動支援

### 地域乗合交通創出支援事業（西鶴間・上草柳地域「のりあい」）
路線バスやコミュニティバスなどが導入できない地域において、地域住民が主体となって移動手段を提供している事業である。利用者8人乗りのワゴン車を使用し、西鶴間・上草柳地域の住宅街と鉄道駅や商業施設などを結んでいる。運賃は無料で、運営経費は寄付金などにより賄われている。運転や添乗はボランティアが行っている。市は車両や燃料の供与、広報協力などを行っている。